# Franz Joly (Ingenieur)
Franz Joly (* 1852 in Heltorf; † 15. Februar 1904 in Wiesbaden) war ein deutscher Ingenieur. Er war Direktor der Gas- und Wasserwerke in Bochum und Köln sowie Gründungsmitglied der Wirtschaftlichen Vereinigung Deutscher Gaswerke.

## Leben
Franz Joly war der Sohn eines Oberförsters. Er besuchte zunächst das Progymnasium in Kaiserswerth, danach die Provinzial-Gewerbeschule in Bochum. Er studierte an den Technischen Hochschulen in Aachen und Charlottenburg. Als Ingenieur arbeitete er zunächst bei der Maximilianshütte in Bayern und dem Berliner Anlagenbau-Unternehmen J. & A. Aird. Von 1886 bis 1891 war Joly Direktor der Gas- und Wasserwerke in Bochum. Im Juli 1891 wurde er Direktor der Gas-, Elektrizitäts- und Wasserwerke der Stadt Köln. In dieser Position veranlasste Joly unter anderem die Erweiterung der bestehenden Gaswerke, den Bau eines zweiten Kraftwerks und den Bau einer unterirdischen Straßenbahn-Umformerstation. Er starb im Februar 1904 im Alter von 51 Jahren an den Folgen eines Schlaganfalls.
Joly war seit 1883 Mitglied des Vereins Deutscher Ingenieure (VDI). Mehrere Jahre leitete er den Verband der Gas- und Wasserfachmänner für Rheinland und Westfalen. Er war Gründungsmitglied und langjähriger stellvertretender Vorsitzender der Wirtschaftlichen Vereinigung Deutscher Gaswerke.